# Еукалиптус
Еукалиптус (Eucalyptus) је род зимзеленог дрвећа, ређе жбуња, из фамилије мирти (Myrtaceae). Обухвата око 600 врста, распрострањених углавном на Аустралијском континенту и у Тасманији. Име рода настало је од грчких речи ευ=добро и κάλυπτος=покривен, што се односи на цветне пупољке који су покривени дрвенастим поклопцем.

## Распрострањеност и станиште
У оквиру свога ареала еукалиптуси расту у различитим климатским областима:
- у умерено хладној клими високих планина суптропских области,
- у влажној и топлој тропској клими и
- у клими пустиња.[4]

Према земљишту различите врсте имају веома различите захтеве. Док једне не бирају земљиште и могу расти на врло каменитим и сиромашним, друге могу да расту само на дубоком и плодном, чак мочварном, а неке врсте, као Eucalyptus camaldulensis подносе и заслањена земљишта приморске пескове.

### Еукалиптуси широм света
Осим на природним стаништима еукалиптуси се данас гаје широм света, у климатски сличним условима. Тако се може наћи и у северној и јужној Африци, Индији, јужној Европи, односно око Медитерана, а у Сједињеним Америчким Државама еукалиптуси се могу наћи у топлијој климатској зони, на Хавајима и у јужним деловима Калифорније, Тексаса и Флориде.

## Изглед
Најчешће су брзорастуће врсте, а поједине се убрајају међу највише дрвеће на свету. Достижу висину и до 100 м.
Еукалиптуси су углавном врсте неправилне крошње. Кора је, у зависности од врсте, глатка или више или мање грубо испуцала, некада влакнаста и сл.
Листови су голи, миришљави, веома различитог облика, не само од врсте до врсте, већ и у оквиру исте врсте, па и код једног истог стабла. На младим изданцима, код многих врста, лишће је наспрамно и седеће, док је код старих стабала на петељкама и спирално распоређено, ретко када седеће и наспрамно.
Цветови су, зависно од врсте, бели, жућкасти или црвени, у цвастима, ретко појединачни. Плод је чаура која се отвара на врху са 3-6 поклопаца. Семе је многобројно, ситно, сазрева крајем године, а чауре се отварају у другој или трећој години.
- Лист - Eucalyptus polyanthemos subsp. vestita
- Лист, јувенилна форма - Eucalyptus polyanthemos subsp. vestita
- Цвет - Eucalyptus cosmophylla
- Плод - Eucalyptus globulus

## Употреба
Дрво еукалиптуса углавном се употребљава као техничко дрво, за израду прагова, паркета, затим у бродарству и коларству. У многим земљама, а нарочито на Филипинима, еукалиптус се узгаја ради добијања сировине за израду хартије.
Још половином 18. века примећено је да испарења са листова врсте Eucalyptus globulus растерују инсекте, посебно комарце, а нарочито током врућих летњих дана. Ипак, тек половином 19. века започета су озбиљнија научна истраживања и почела је садња овог еукалиптуса на мочварним земљиштима у маларичним подручјима широм света. Године 1865. започиње и употреба етарског уља еукалиптуса у медицинске сврхе. Лишће врсте Eucalyptus globulus богато је етарским уљем, танином, горким материјама, смолом и воском. Етарско уље дестилује се из свежих листова прикупљених са старијих грана. Снажан је антисептик и користи се за лечење болести дисајних органа.
Етерско уље разних врста еукалиптуса користе се и у индустрији парфема. Највише се користи Eucalyptus citriodora чији листови емитују диван мирис лимуна. Eucalyptus odorata користи се у Аустралији у индустрији сапуна. Кора врсте Eucalyptus Staigeriana такође се одликује веома пријатним мирисом налик лимуну, док је мирис лишћа Eucalyptus Sturtiana сличан мирису дивљих јабука.
Многе врсте еукалиптуса радо се користе у топлим поднебљима широм света као декоративне врсте.

## Еукалиптус и коале
Од стања шума еукалиптуса у великој мери зависи опстанак коала, биљоједа чију основну храну чини управо лишће овог дрвећа. Иако на располагању имају око 600 врста еукалиптуса, коале преферирају око 30. Најомиљеније врсте су им Eucalyptus microcorys, Eucalyptus tereticornis, и Eucalyptus camaldulensis, које чине више од 20% њихове исхране. Како листови еукалиптуса имају висок садржај воде, коале немају потребу да често пију. Њихове дневне потребе за водом крећу се од 71 до 91 мл / кг телесне тежине. Етерско уље еукалиптуса садржи једињења која, иако моћна средства за дезинфекцију, у већим количинама могу бити отровна. Коале и неколико врста опосума током еволуције постали су релативно отпорни на ове састојке и стекли способност да нешкодљиве врсте бирају преко чула мириса.
Коале настањују четири државе Аустралије. У Квинсленду су честе и најмање угрожене животињске врсте, а сличан статус имају и у Викторији, где их има у великом броју. Насупрот томе, у Јужној Аустралији коале су ретке, као и у Новом Јужном Велсу, где имају статус угрожене врсте.